# Douglas Southall Freeman

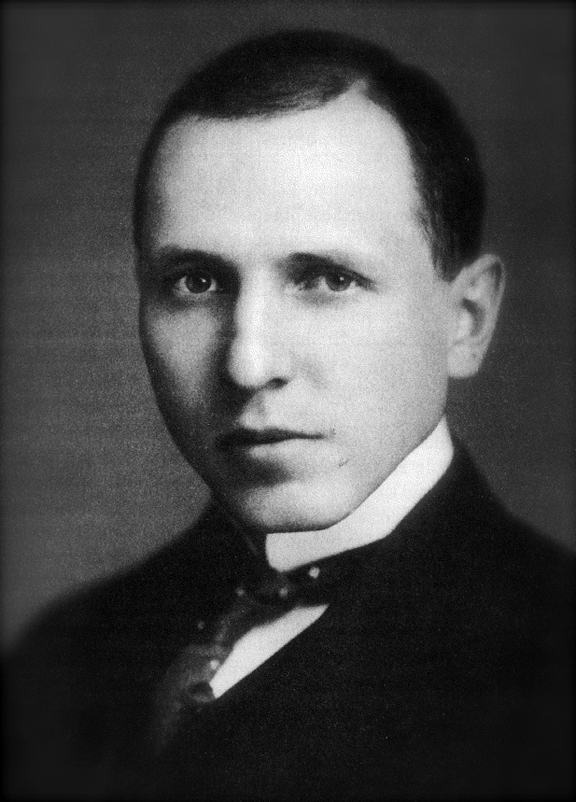
Douglas Southall Freeman

Douglas Southall Freeman (* 16. Mai 1886 in Lynchburg, Virginia; † 13. Juni 1953 in Westbourne, Virginia) war ein US-amerikanischer Historiker und Journalist, bekannt für seine Biographien von George Washington und Robert E. Lee.

## Leben und Werk
Freeman stammte aus dem amerikanischen Süden und war der Sohn eines Veteranen des Bürgerkriegs, der vier Jahre in Lees Army of Northern Virginia gedient hatte. 1892 zog die Familie nach Richmond (der Konföderierten-General Jubal Early wohnte in der Nachbarschaft). Er studierte am Richmond College (Abschluss 1904) und promovierte 1908 an der Johns Hopkins University in Geschichte, was damals in den Vereinigten Staaten noch ungewöhnlich war. Das Thema seiner Dissertation war die Entscheidung des Parlaments von Virginia zur Sezession (die einzige Kopie seiner Doktorarbeit verbrannte aber). Danach ließ er sich in Richmond nieder, wo er ab 1909 für die Zeitung Richmond Times Dispatch als Journalist arbeitete, und nachdem diese 1914 einging, für The Richmond News Letter. Anfangs arbeitete er auch kurz für die Steuerbehörde. Von 1915 bis 1949 war er Herausgeber des „The Richmond News Letter“. Später kam zweimal täglich eine Sendung im Radio hinzu, die ihn über Virginia hinaus sehr einflussreich machte. Während des Zweiten Weltkriegs kommentierte er täglich das militärische Geschehen im Radio und war mit hohen US-Militärs wie Dwight D. Eisenhower, Douglas MacArthur und Chester W. Nimitz bekannt und teilweise auf freundschaftlichem Fuß.
Ursprünglich bestanden auch Pläne, dass er eine Geschichte des Zweiten Weltkriegs schreiben sollte, und unmittelbar nach dem Krieg reiste er nach Europa und Japan. Später bestärkte er Eisenhower in seiner Kandidatur für die US-Präsidentschaft und übernahm eine Führungsrolle dabei, den traditionell den Demokraten zuneigenden Süden den Republikanern anzunähern; damit stand er in Opposition zum demokratischen Senator von Virginia, Harry F. Byrd. Auch als Zeitungsherausgeber war er landesweit bekannt. Obwohl er ungern seine Heimat verließ, nahm er 1936 bis 1941 auf das beständige Drängen der Columbia University eine Gastprofessur für Journalismus an. Er wohnte aber nicht in New York, sondern reiste für seine wöchentliche Vorlesung mit dem Zug aus Richmond an. Außerdem war er Rektor der University of Richmond. Er starb an einem Herzanfall.
Bekannt wurde er für seine siebenbändige Biographie von George Washington (1948 bis 1957, dessen letzter Band wurde nach seinem Tod von John Alexander Carroll und Mary Wells Ashworth herausgegeben) und seine vierbändige Lee-Biographie (Scribner’s 1934 bis 1935). Beide brachten ihm jeweils einen Pulitzer-Preis ein, die Lee-Biographie 1935 und die Washington-Biographie posthum 1958. Er schrieb auch eine dreibändige Geschichte der Führungsstruktur in der konföderierten Armee (Army of Northern Virginia) unter Lees Kommando („Lee’s Lieutenants: a study in Command“, 1942 bis 1944), die seinen Ruf als Militärhistoriker festigte und in Kreisen des US-Militärs im Zweiten Weltkrieg einflussreich war. Freeman wird häufig als Proponent der „Lost Cause“ Bewegung angesehen, die Lee als „Gentleman-Führer“ herausstellte, der der materiellen Überlegenheit des Nordens unterlag. Freeman, der aus seiner Bewunderung für Lee keinen Hehl machte (auf dem täglichen Weg ins Redaktionsbüro pflegte er Lees Standbild militärisch zu grüßen), wurde auch vorgeworfen, Fehler von Lee beschönigt und seinen Untergebenen zugeschoben zu haben. Andererseits finden sich auch durchaus kritische Stellen zu Lee in seiner Biographie, zum Beispiel in Lees Unterschätzung des politischen Umfelds und Abraham Lincolns. Nach den Worten seines Biographen David Johnson ließ Freeman durch seine persönliche Bewunderung sein Urteilsvermögen nicht beeinträchtigen (im Gegensatz zu anderen Lost-Cause-Vertretern wie Jubal Early).
Seine Biographien waren sehr detailliert recherchiert und wurden z. B. von Winston Churchill bewundert, der sich von Freeman die Schlachtfelder des Bürgerkrieges zeigen ließ. Die New York Times urteilte bei Erscheinen: „Lee complete for all time“ und bis heute gilt seine Lee-Biographie in den Vereinigten Staaten als Maßstab. Er schilderte die Ereignisse des Bürgerkrieges aus der Perspektive von Lee von Tag zu Tag und jeweils möglichst nur mit den Informationen, die Lee selbst jeweils hatte, ein Verfahren, das als „fog of war“ Technik bezeichnet wurde. Allein an der Biographie von Lee schrieb er seit mindestens 1915, als er den Kontrakt dafür unterschrieb, über zwanzig Jahre – den Entschluss dazu fasste er schon nach seiner Promotion, nach der er eigentlich eine akademische Karriere einschlagen wollte. Den Verlags-Auftrag für die Lee Biographie verschaffte ihm 1915 die Entdeckung und Veröffentlichung von verloren geglaubtem Briefwechsel von Jefferson Davis mit Lee, was unter Bürgerkriegs-Historikern Aufmerksamkeit erregte. Sein Arbeitspensum war legendär. Morgens arbeitete er gewöhnlich ab halb fünf bis mittags als Zeitungsredakteur und für seine Radiosendungen, nachmittags an seinen historischen Werken, an denen er nach seinem Ruhestand 1949 in Vollzeit schrieb.
Freeman war seit 1914 verheiratet.

## Ehrungen
- 1935 Pulitzer-Preis für R. E. Lee: Eine Biographie
- 1937 Wahl zum Mitglied des National Institute of Arts and Letters[1]
- 1943 Wahl zum Mitglied der American Philosophical Society
- 1947 Benjamin Franklin Medal der American Philosophical Society
- 1951 wurde er in die American Academy of Arts and Sciences gewählt.
- 1958 Pulitzer-Preis (posthum) für George Washington. Eine Biographie
- 1958 Loubat Prize für George Washington. Eine Biographie
- Die Douglas S. Freeman High School in Henrico County ist nach ihm benannt.
- Die Freeman Hall der University of Richmond ist nach ihm benannt.

## Schriften (Auswahl)

### Als Autor
- Virginia. A gentle dominion. Scribners, New York 1958 (EA New York 1924)
- Robert E. Lee. A biography. Scribners, New York 1934/35 (4 Bände)
- The South to Posterity. An introduction to the writing of confederate history.  University Press, Baton Rouge 1998, ISBN 0-8071-2316-1 (EA New York 1939)
- Lee’s Lieutenants. A study in command. Scribners, New York 1942/44 (3 Bände)

1. Manassas to Malvern Hill. 1942.
2. Cedar Mountain to Chancellorsville. 1943.
3. Gettysburg to Appomattox. 1944.

- John Stewart Bryan. 1947.
- George Washington.  1948/57 (7 Bände)

1. Young Washington, Bd. 1. 1948.
2. George Washington, Bd. 2. 1949.
3. Planter and Patriot. 1951.
4. Leader of the Revolution.1951.
5. Victory with the help of France. 1952.
6. Patriot and President. 1954.
7. First in Peace. 1957.

### Als Herausgeber
- A calendar of confederate papers. The Confederate Museum, Richmond, Va. 1908.
- Lee's dispatches. Letters of General Lee to Jefferson Davis. Putnam, New York 1957 (EA New York 1915)